# Jaromír Mário Císař
Jaromír Mário Císař (* 2. února 1953 v Praze, Československo) je český hudebník a pedagog, známý jako kytarista a zakládající člen blues-rockové skupiny Krausberry. Vedle činnosti ve skupině Krausberry hrál celkem 15 let ve skupině Bluesberry, založil skupinu Hlava B, je jedním ze zakládajících členů Pražského ukulele bandu (PUB) a je členem hudebního sdružení, které doprovází představení Divadla Kuře. Jako pedagog působí na Střední odborné škole reklamní tvorby - Michael, kde vyučuje předmět Dějiny výtvarné kultury. S manželkou Helenou vychoval 3 děti. Se skupinou Krausberry byl v roce 2020 uveden do Beatové síně slávy, se skupinou Bluesberry je držitelem Interpretační Porty (1982), se skupinou Hlava B získal ocenění Tip Vokalízy 86 (1986).

## Diskografie

### Krausberry
- #### stačí drahoušku (1991)
- Na větvi, Bonton Music (1996)
- Šiksa a gádžo (1998)
- Na Hrad! (2002)
- Nálada (2007)
- Živě v Malostranské besedě (2014)
- #### Krausberry 31 let, Supraphon (2015)

### Hlava B
- EP Hlava B, Panton (1987)
- EP Blues ve skříni, Panton (1989)

### Bluesberry
- EP Bluesberry - Cesty (6), Panton (1985)
- Bluesberry, Panton (1987)
- Pocem moje stará, Globus International (1990)
- Já to platím, Bonton (1995)
- Bluesberry 25 let, Český rozhlas (1997)
- Bluesberry 1982-1984, 2CD, Not On Label (2016)
- Bluesberry 45 let - live + hosté, 2CD, Not On Label (2016)

### Kompilace a různé
- Bluesberry a Krausberry - Hanspaul city, SV Records (1991)
- Bluesberry - The Blues, Faust Recosrds (1994)
- Hlava B - Bigbít 1987-1990, Bonton (1998)
- Ivan Hlas – To Nejlepší …, Bonton (2000)
- Krausberry - Radio Beat doporučuje díla českých mistrů 2, Supraphon (2005)
- Krausberry - Radio Beat doporučuje díla českých mistrů 3, Supraphon (2006)
- Krausberry - Radio Beat doporučuje díla českých mistrů 5, Supraphon Music (2008)